# وحدات دورية صغيرة (تايلاند)
وحدات دورية صغيرة (بالتايلندية: รุนดากุมปูลันเกอจิล) هي جماعة متمردة إسلامية مسلحة تعمل في جنوب تايلاند. كانت الوحدات واحدة من أكثر الجماعات العنيفة نشاطًا في تمرد جنوب تايلاند في السنوات الأخيرة.

## التاريخ
تم تأسيس وحدات دورية صغيرة من قبل أعضاء سلفيين شباب من الجبهة الوطنية الثورية في عام 2000 والتي تلقت تدريبات عسكرية في إندونيسيا. لذلك لا يزال بعض المحللين يعتبرونه فرعًا من الجبهة وليس كمنظمة مستقلة.
تعتمد على مجموعات مدربة تدريباً جيداً وعديمة الرحمة وفعالة على غرار الكوماندوز، تسمى «وحدات الدوريات الصغيرة» بعد وصف الدورة التدريبية العسكرية التي استمرت لمدة شهر. نطاق التقديرات أنها تبلغ 500 عضو. اعترف الأعضاء الذين تم القبض عليهم للسلطات التايلاندية بأنهم يفرون بشكل روتيني إلى ماليزيا بعد تنفيذ هجمات عنيفة في يالا أو باتاني أو مقاطعة ناراثيوات. على الرغم من أن العديد من أعضائها قد تم اعتقالهم أو قتلهم من قبل الجيش التايلاندي في العقد الماضي، إلا أنه من الصعب جدًا على المشاركين في مكافحة التمرد اختراق هيكل المجموعة بسبب سريتها وقدرتها الكبيرة على التنقل.